# بوسحابة (بني موسى)
بوسحابة هو دُوَّار يقع بجماعة سيدي بوهرية، إقليم بركان، جهة الشرق في المملكة المغربية. ينتمي الدوّار لمشيخة بني موسى التي تضم 9 دواوير. يقدر عدد سكانه بـ 227 نسمة حسب الإحصاء الرسمي للسكان والسكنى لسنة 2004.

## روابط خارجية
- البوابة الوطنية للجماعات الترابية نسخة محفوظة 12 مارس 2018 على موقع واي باك مشين.
- المندوبية السامية للتخطيط